# Fryderyk V Oldenburg
Fryderyk V (ur. 31 marca 1723 w Kopenhadze zm. 13 stycznia 1766 tamże) – król Danii i Norwegii w latach 1746–1766.
Fryderyk V zapamiętany został jako kobieciarz nie stroniący od trunków. Król zainteresowany był głównie reformowaniem nauki i kultury według haseł Oświecenia, założył Królewską Duńską Akademię Sztuk (Det Kongelige Danske Kunstakademi) w Kopenhadze, a władzę nad krajem oddał w ręce ministrów pochodzenia niemieckiego; Adama Moltkego i Johana Bernstorffa, co tworzyło nieco paradoksalną sytuację w monarchii absolutnej, jaką była wówczas Dania. Wybór ministrów okazał się trafny; nie nadużywali swojej pozycji i działali dla dobra kraju.
Po przedwczesnej śmierci 42-letniego króla proces przyjmowania idei oświeceniowych w Danii został zatrzymany.
Miał dwie żony. Pierwszą, Ludwikę Hanowerską (1724-1751), poślubił w 1743 i mieli pięcioro dzieci:
- Chrystiana (1745–1747),
- Zofię Magdalenę (1746–1813), królową Szwecji przez małżeństwo z Gustawem III,
- Wilhelminę Karolinę (1747–1820), landgrafinię Hesji-Kassel przez małżeństwo z Wilhelmem,
- Chrystiana VII (1749–1808), męża Karoliny Matyldy Hanowerskiej,
- Luizę (1750–1831), księżnę Hesji przez małżeństwo z Karolem.

Po śmierci pierwszej żony w 1752 poślubił Julianę Marię brunszwicką (1729–1796). Mieli wspólnie jednego syna, Fryderyka (1753–1805).
Był suwerenem i posiadaczem duńskich orderów Danebroga, Słonia i Wierności oraz odznaczonym szwedzkim Orderem Serafinów.